# Episodi di Hennesey (seconda stagione)
La seconda stagione della serie televisiva Hennesey è andata in onda negli Stati Uniti dal 3 ottobre 1960 al 5 giugno 1961 sulla CBS.
| nº | Titolo originale                                    | Prima TV USA     |
| -- | --------------------------------------------------- | ---------------- |
| 1  | Hail to the Chief                                   | 3 ottobre 1960   |
| 2  | Tell It to the Chaplain                             | 10 ottobre 1960  |
| 3  | Hennesey à La Gunn                                  | 17 ottobre 1960  |
| 4  | The Marriage of Dr. Blair                           | 24 ottobre 1960  |
| 5  | The Captain's Dilemma                               | 31 ottobre 1960  |
| 6  | Miss San Diego Navy                                 | 7 novembre 1960  |
| 7  | Hennesey and the Submarine                          | 14 novembre 1960 |
| 8  | Come Home, Dr. Rogers                               | 28 novembre 1960 |
| 9  | Harvey's Horse                                      | 5 dicembre 1960  |
| 10 | The Underfed Fullback                               | 12 dicembre 1960 |
| 11 | The Reunion                                         | 26 dicembre 1960 |
| 12 | The Hat                                             | 2 gennaio 1961   |
| 13 | The Stutterer                                       | 9 gennaio 1961   |
| 14 | The Promotion                                       | 16 gennaio 1961  |
| 15 | The Specialist                                      | 23 gennaio 1961  |
| 16 | Harvey Spencer Blair and His Electric Money Machine | 31 gennaio 1961  |
| 17 | Hennesey vs. Crandall                               | 6 febbraio 1961  |
| 18 | Join the Navy, Please                               | 13 febbraio 1961 |
| 19 | The Apartment                                       | 20 febbraio 1961 |
| 20 | Max Remembers Papa                                  | 27 febbraio 1961 |
| 21 | The Novelist                                        | 6 marzo 1961     |
| 22 | Harvey's Doll                                       | 13 marzo 1961    |
| 23 | The Wedding                                         | 27 marzo 1961    |
| 24 | The Green-Eyed Monster                              | 3 aprile 1961    |
| 25 | Admiral and Son                                     | 10 aprile 1961   |
| 26 | The Nogoodnik                                       | 17 aprile 1961   |
| 27 | Harvey's Pad                                        | 24 aprile 1961   |
| 28 | The Patient Vanishes                                | 1º maggio 1961   |
| 29 | Shore Patrol Revisited                              | 8 maggio 1961    |
| 30 | A Star Is Born                                      | 15 maggio 1961   |
| 31 | His Honor, Dr. Blair                                | 22 maggio 1961   |
| 32 | The Signover                                        | 5 giugno 1961    |

## Hail to the Chief
- Prima televisiva: 3 ottobre 1960

### Trama
- Guest star: Arte Johnson (marinaio Shatz)

## Tell It to the Chaplain
- Prima televisiva: 10 ottobre 1960

### Trama
- Guest star: Norman Alden (Krauss), Alice Backes (Miss Dobbs), Cecil Kellaway (ammiraglio Robertson - Chaplain)

## Hennesey à La Gunn
- Prima televisiva: 17 ottobre 1960

### Trama
- Guest star: Charles Bronson (Ogrodowski - Intelligence Officer), Johnny Seven (Charlie Hall), Diane Strom (Helen Hall)

## The Marriage of Dr. Blair
- Prima televisiva: 24 ottobre 1960

### Trama
- Guest star: James Komack (Harvey Spencer Blair III, DDS), Joan Marshall (Consuelo Maddox)

## The Captain's Dilemma
- Prima televisiva: 31 ottobre 1960

### Trama
- Guest star: Barry McGuire (marinaio), Marty Ingels (Patient), Ralph Votrian (Patient), Bill Mullikin (marinaio), Meg Wyllie (Mrs. Shafer)

## Miss San Diego Navy
- Prima televisiva: 7 novembre 1960

### Trama
- Guest star: Dixie Attley (Jo Ann Adams), Jeanne Baird (Sandy Hall), Howard Petrie (ammiraglio Wright)

## Hennesey and the Submarine
- Prima televisiva: 14 novembre 1960

### Trama
- Guest star: Robert Brubaker (Hardy), Frank Evans (Quirt)

## Come Home, Dr. Rogers
- Prima televisiva: 28 novembre 1960

### Trama
- Guest star: Patricia Huston (Dorothy), Eddie Ryder (dottor Johnny Rogers)

## Harvey's Horse
- Prima televisiva: 5 dicembre 1960

### Trama
- Guest star: James Komack (Harvey Spencer Blair III, DDS)

## The Underfed Fullback
- Prima televisiva: 12 dicembre 1960

### Trama
- Guest star: John Considine (Al Doniger), Robert Foulk (Moose Miller), Stafford Repp (Marine)

## The Reunion
- Prima televisiva: 26 dicembre 1960

### Trama
- Guest star: Eddie Firestone (Marty Dubrow), Bernard Kates (Cy Marsh), Ursula McGowan (Gloria), Marge Redmond (Cynthia Marsh)

## The Hat
- Prima televisiva: 2 gennaio 1961

### Trama
- Guest star: Marc Cavell (Bert), Chris Robinson (Larry Stander)

## The Stutterer
- Prima televisiva: 9 gennaio 1961

### Trama
- Guest star: Sheldon Allman (Rocco), Richard Evans (marinaio Tierney), Joseph V. Perry (marinaio Pete Day), Rudy Solari (marinaio Spence)

## The Promotion
- Prima televisiva: 16 gennaio 1961

### Trama
- Guest star: Sheldon Allman (comandante), Marilyn Gustafson (Wave), Robert Hastings (ensign Seaton), William Peterson (Yeoman)

## The Specialist
- Prima televisiva: 23 gennaio 1961

### Trama
- Guest star: Aneta Corsaut (Mrs. Vaughn), Robert Culp (dottor Steven Gray), Marty Ingels (Patient), Len Lesser (Chief Petty Officer)

## Harvey Spencer Blair and His Electric Money Machine
- Prima televisiva: 31 gennaio 1961

### Trama
- Guest star: James Komack (Harvey Spencer Blair III, DDS), Olan Soule (Agent Weisbord)

## Hennesey vs. Crandall
- Prima televisiva: 6 febbraio 1961

### Trama
- Guest star: Jean Allison (dottor Leslie Crandall)

## Join the Navy, Please
- Prima televisiva: 13 febbraio 1961

### Trama
- Guest star:

## The Apartment
- Prima televisiva: 20 febbraio 1961

### Trama
- Guest star: Ellen Corby (Mrs. Hammer - Landlady), Joey Faye (Phone man)

## Max Remembers Papa
- Prima televisiva: 27 febbraio 1961

### Trama
- Guest star: Lillian Adams (Mrs. Kilcheck), Norman Alden (marinaio Herman Pulaski), Vladimir Sokoloff (Papa Bronsky)

## The Novelist
- Prima televisiva: 6 marzo 1961

### Trama
- Guest star: Herbert Ellis (dottor Dan Wagner), Milton Frome (David Rathbone)

## Harvey's Doll
- Prima televisiva: 13 marzo 1961

### Trama
- Guest star: James Komack (Harvey Spencer Blair III, DDS)

## The Wedding
- Prima televisiva: 27 marzo 1961

### Trama
- Guest star: Arte Johnson (marinaio Shatz), Marge Redmond (Wave Eva Jackson), Alan Reed Jr. (Lou Rocco)

## The Green-Eyed Monster
- Prima televisiva: 3 aprile 1961

### Trama
- Guest star: Bernard Kates (Congressman Bilgore), Sue Randall (Gloria Landis)

## Admiral and Son
- Prima televisiva: 10 aprile 1961

### Trama
- Guest star: William Schallert (Wally Shafer, Jr.)

## The Nogoodnik
- Prima televisiva: 17 aprile 1961

### Trama
- Guest star: Charles Bronson (tenente Cdr. Steve Ogrodowski), Alan Reed Jr. (marinaio Pierce)

## Harvey's Pad
- Prima televisiva: 24 aprile 1961

### Trama
- Guest star: Louise Glenn (Joan Zelinsky), Jackie Jackler (Candy Cotton), James Komack (Harvey Spencer Blair III, DDS)

## The Patient Vanishes
- Prima televisiva: 1º maggio 1961

### Trama
- Guest star: Karl Lucas (Chief Kowalski), Claude Johnson (marinaio Glenn), Ralph Votrian (Patient), Eddie Ryder (comandante Hoy), Marty Ingels (Patient), Sandra White (Miss Bell)

## Shore Patrol Revisited
- Prima televisiva: 8 maggio 1961

### Trama
- Guest star: Ken Berry (ensign Mayberry), Nancy Asch (Mrs. Ross), Stafford Repp (Dennis), Karl Lukas (Herman), Norman Alden (marinaio Pulaski), Mickey Rooney (marinaio Richard Winslow)

## A Star Is Born
- Prima televisiva: 15 maggio 1961

### Trama
- Guest star: Jean Byron (Gloria Grayson)

## His Honor, Dr. Blair
- Prima televisiva: 22 maggio 1961

### Trama
- Guest star: Donna Douglas (Sheree), Marianna Hill, James Komack (Harvey Spencer Blair III, DDS)

## The Signover
- Prima televisiva: 5 giugno 1961

### Trama
- Guest star: